# Бухал, Глеб Геннадьевич
Глеб Генна́дьевич Бу́хал (укр. Гліб Геннадійович Бухал; 12 ноября 1995) — украинский футболист, центральный защитник клуба «Ресовия».

## Биография
Родился в Киеве, до 2011 года обучался в специализированной школе 159 с углубленным изучением английского языка.
В детско-юношеском футболе выступал за киевские команды «Смена-Оболонь», «Звезда» и «Арсенал». В 2012 году включён в молодёжный состав «Арсенала» и выступал за него в Молодёжном чемпионате Украины (35 матчей и 2 гола), а спустя полтора сезона перешёл в харьковский «Металлист», где тоже играл в молодёжной команде (12 матчей).
Во взрослом футболе дебютировал в 2015 году в составе киевского «Арсенала», сначала в любительских соревнованиях, а затем во Второй лиге, где сыграл 3 матча. Часть сезона 2015/16 снова провёл в дубле «Металлиста» (5 игр). В 2016—2017 годах играл в любительском первенстве за «Чайку» (Петропавловская Борщаговка), а следующий сезон начал в клубе Второй лиги «Львов».
В начале 2018 года был отдан в аренду в «Александрию», выступавшую в Премьер-лиге. Дебютный матч на высшем уровне сыграл 17 февраля 2018 года против «Стали» (Каменское), проведя на поле все 90 минут и получив жёлтую карточку. В следующем матче, 24 февраля, забил свой первый гол, принеся своему клубу победу над «Мариуполем» (1:0). По окончании сезона 2017/18 подписал полноценный контракт с «Александрией», выступал за клуб до конца 2021 года, однако за исключением сезона 2019/20 (22 матча) выходил на поле не часто.
В начале 2022 года перешёл в «Кривбасс», но из-за начавшегося военного конфликта с Россией не играл за него в официальных матчах. Весной 2022 года был в аренде в чешском клубе «Сигма», где играл только за резервную команду в низших лигах. Летом 2022 года перешёл в клуб высшего дивизиона Болгарии «Хебыр».
Участник футбольного турнира Летней Универсиады 2017 года в Тайбэе в составе студенческой сборной Украины (7-е место).
Окончил Национальный авиационный университет, затем учился в магистратуре Киевского национального торгово-экономического университета.